# Enrique de Rafael Verhulst
Enrique de Rafael Verhulst (Barcelona, 10 de noviembre de 1885-Madrid, 25 de mayo de 1955) fue un jesuita y físico español

## Biografía
En 1905 se doctoró en ciencias exactas por la Universidad de Barcelona con la tesis De la solución y discusión del problema de Malfatti y sus análogos. Fue profesor de geometría de la Facultad de Ciencias de la Universidad de Barcelona hasta que en 1908 ingresó en el noviciado de Gandía de la Compañía de Jesús. Estudió filosofía y teología en Tortosa y en Sarriá .
Profesor de Cálculo y Física Matemática del ICAI en 1921. Después marchó a la India, donde fue profesor de matemáticas y astronomía del Observatorio Astronómico del St. Xaviers's College de Bombay. En 1932 se trasladó a Lieja y en 1937 a Valladolid.
Desde 1938 fue jefe de la Sección Magnética del Observatorio del Ebro, del que fue posteriormente director. En 1941 fue nombrado académico de la Real Academia de Ciencias Exactas, Físicas y Naturales.  También fue vocal del Consejo Superior de Investigaciones Científicas y miembro de los Patronatos Alfonso X el Sabio y Juan de la Cierva y de la Sociedad Científica de Bruselas.